# 角田幸吉
角田 幸吉（かくた こうきち、1896年（明治29年）5月27日 - 1966年（昭和41年）4月7日）は日本の政治家、法学者、弁護士。衆議院議員（2期）、東洋大学教授。

## 略歴
1896年（明治29年）5月27日、宮城県に生まれる。1921年（大正10年）に法政大学専門部法律科を卒業、弁護士試験に合格し、弁護士業に従事する。1939年（昭和14年）から法政大学で講師を務め、後に教授に就任し、1943年（昭和18年）に『日本親子法論』で法学博士（法政大学）を取得する。
1947年（昭和22年）の第23回衆議院議員総選挙、1949年（昭和24年）の第24回衆議院議員総選挙に出馬し、連続当選する。初代衆議院人事委員長、裁判官弾劾裁判所裁判長、自由党総務を務める。
衆議院議員を退任後、1956年（昭和31年）に東洋大学法学部の創設に参画し、教授に就任する。また、東京弁護士会人権擁護委員長、東京技工社長などを歴任する。
1966年（昭和41年）3月30日、勲三等旭日中綬章受章。同年4月7日死去、69歳。死没日をもって正五位に叙される。

## 著書
- 『家族法論 家を中心として』（酒井書店、1931）
- 『親族法論考』（良書刊行会、1937）
- 『日本親子法論』（有斐閣、1941）

## 参考
- 『日本人物情報大系 第30巻』（皓星社、2000）
- 清水虎雄「角田幸吉先生の面影」『東洋法学』第12巻第1号、東洋大学法学会、1968年9月、1-4頁、ISSN 05640245、NAID 120005317943。